# Карта расширения

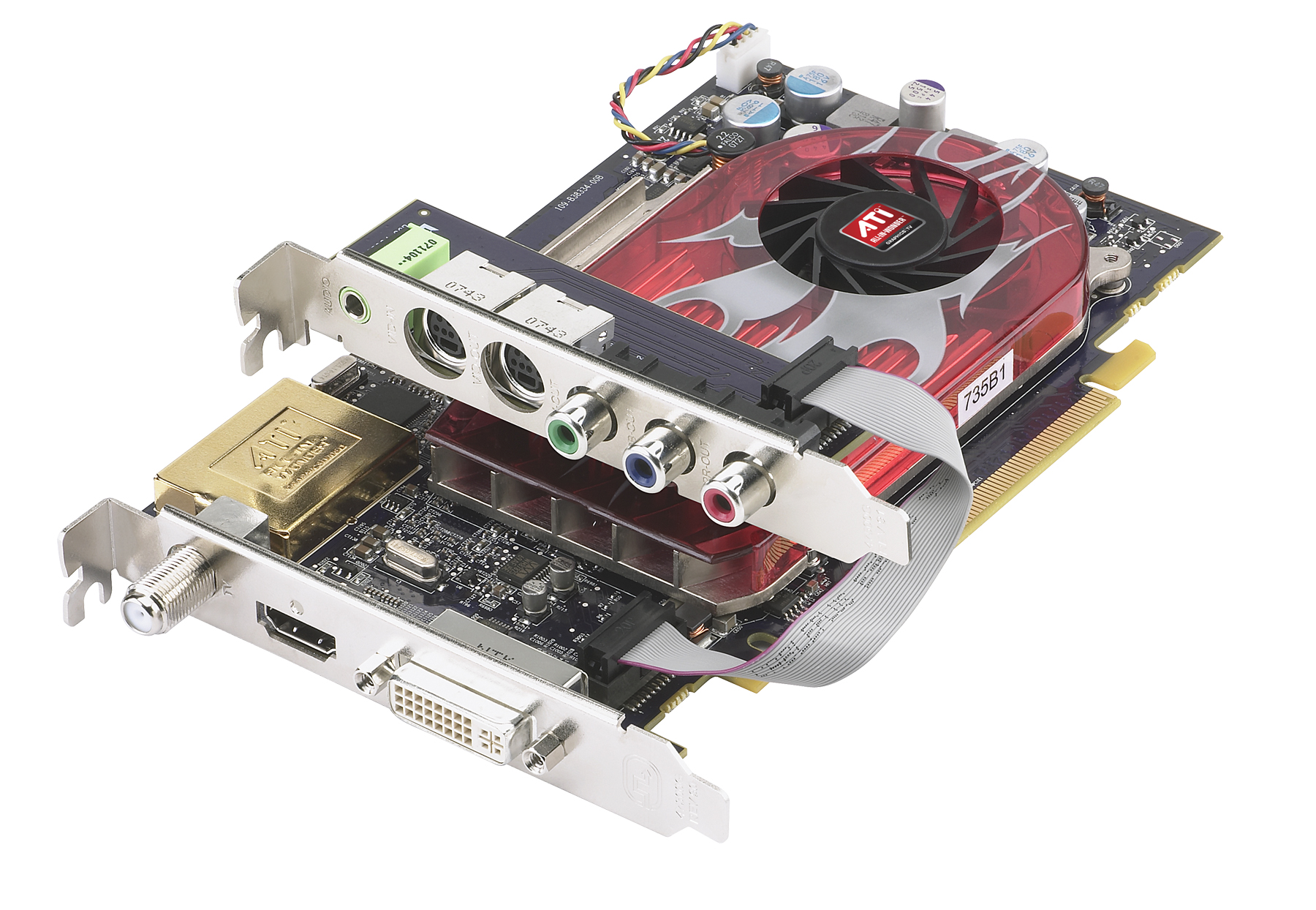
ТВ-тюнер в виде платы (карты) расширения, устанавливаемой в слот расширения PCI Express x16 с выводами занимающими 2 планки расширения (основная и дополнительная)

Карта (плата) расширения (от англ. expansion card) — вид компьютерных комплектующих: печатная плата, которую устанавливают в слот расширения материнской платы компьютерной системы с целью добавления дополнительных функций. Платы расширения, необходимые для подключения внешних устройств, могут также называться адаптерами или контроллерами этих устройств.

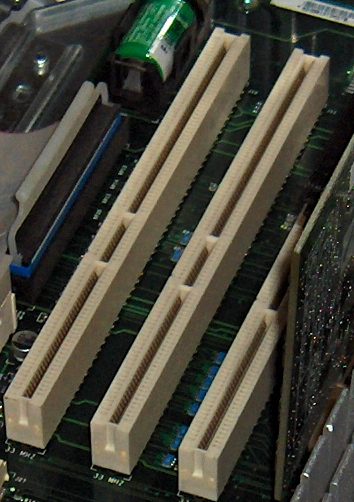
Слоты расширения 64-разрядной шины PCI

Слот расшире́ния — щелевой (англ. slot означает «щель») разъём, обычно в компьютере, соединённый с системной шиной и предназначенный для установки дополнительных модулей (карт расширения), расширяющих конфигурацию устройства.

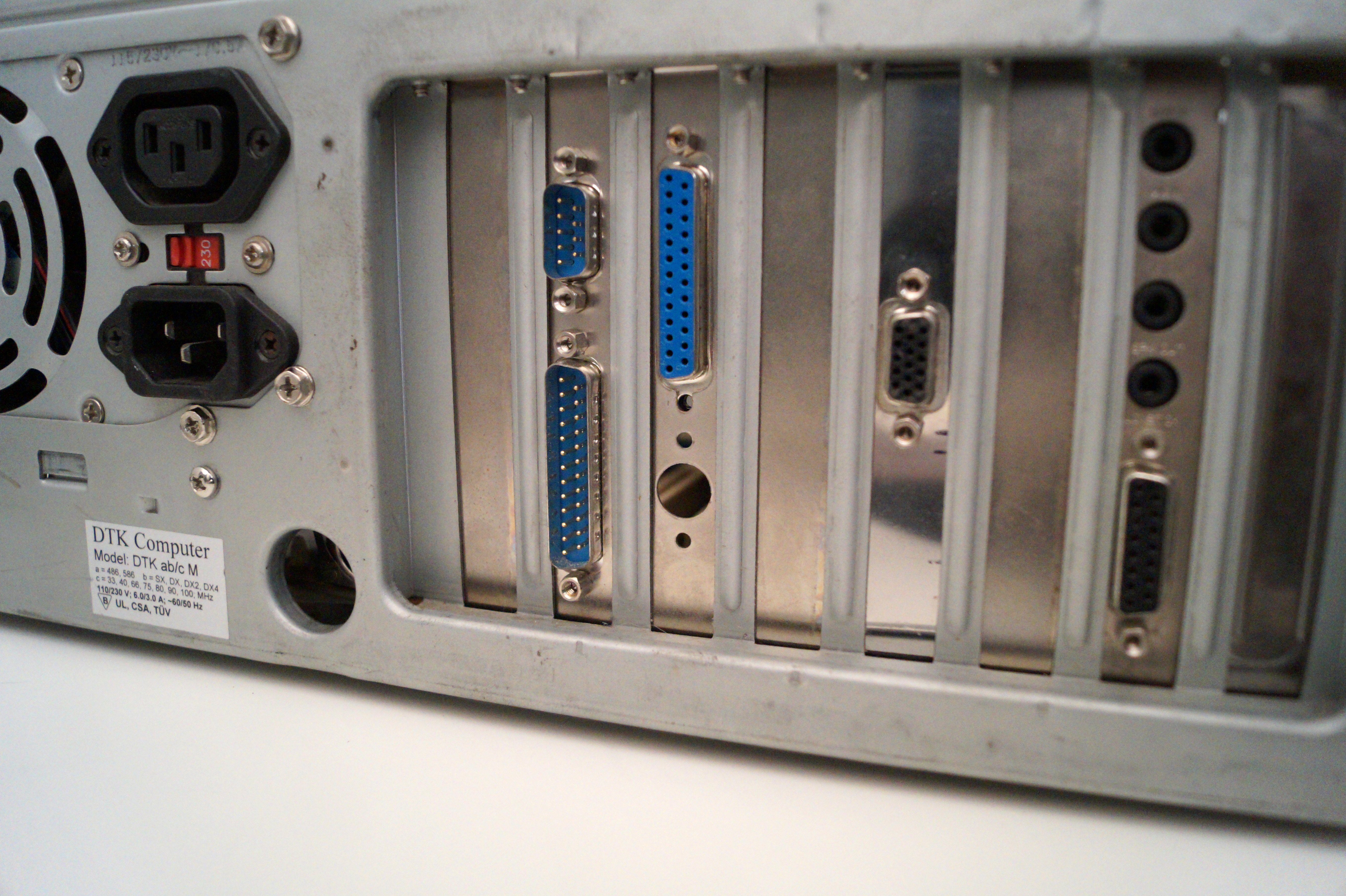
Задняя стенка системного блока с местами для 8 планок расширения, 4 из которых заняты планками расширения с портами и выводами, 4 закрыты планками-заглушками

Планка расширения — металлическая пластинка на заднем торце платы расширения, при помощи которой на задней стенке системного блока в предусмотренных прямоугольных отверстиях закрепляются выводы к внешним устройствам плат расширения, а также происходит закрепление самих плат расширения. Неиспользуемые отверстия закрываются планками-заглушками. Планка расширения может быть и без платы расширения и использоваться для установки дополнительных устройств (кардридер, 2,5" Mobile Rack, дополнительный вентилятор и т. д.) или интерфейсов вывода (с соседней платы расширения, но не закрепляясь на ней, либо с материнской платы), либо не иметь выводов и служить только для закрепления платы расширения.
Один край платы расширения оснащён контактами, точно соответствующими щелевому разъёму материнской платы. Контакты обеспечивают электрическое соединение между компонентами карты и материнской платы. На другом из краёв карты расширения находится металлическая планка, выходящая на заднюю поверхность корпуса компьютера, с возможными разъёмами для подключения внешних устройств и с зажимом под винт для фиксации платы и обеспечения электрического контакта на корпус.
Плата расширения может содержать оперативную память и устройства ввода-вывода, может обмениваться данными с другими устройствами на системной шине. Некоторые платы расширения имеют дополнительное электропитание непосредственно от блока питания системного блока.
В современных персональных компьютерах компоненты, связанные с видео-, аудио- и сетевыми функциями, теперь обычно размещаются непосредственно на материнской плате. При этом, если их возможности перестанут удовлетворять владельца, можно сделать апгрейд, подключив платы расширения с более продвинутыми версиями этих компонентов.

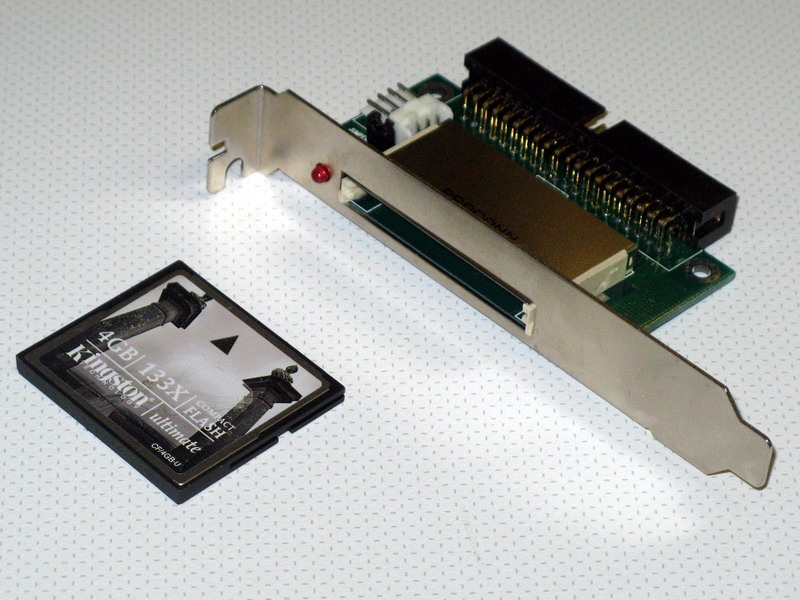
Планка расширения с кардридером для CompactFlash с платой-переходником на внутренний интерфейс IDE и индикаторным светодиодом
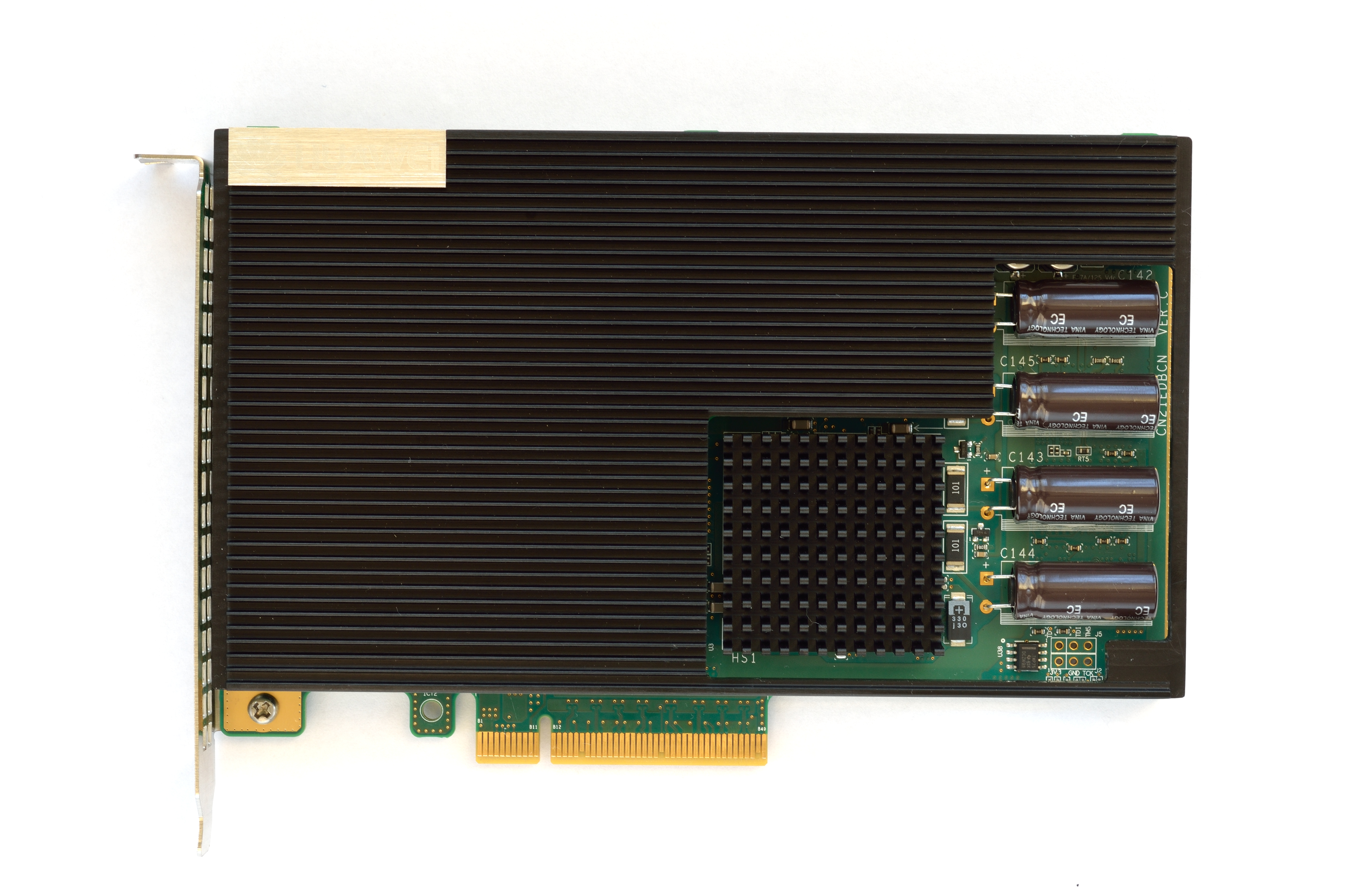
SSD в виде платы расширения с массивным радиатором охлаждения и дополнительно закрепляемый планкой расширения с отверстиями для улучшения циркуляции воздуха
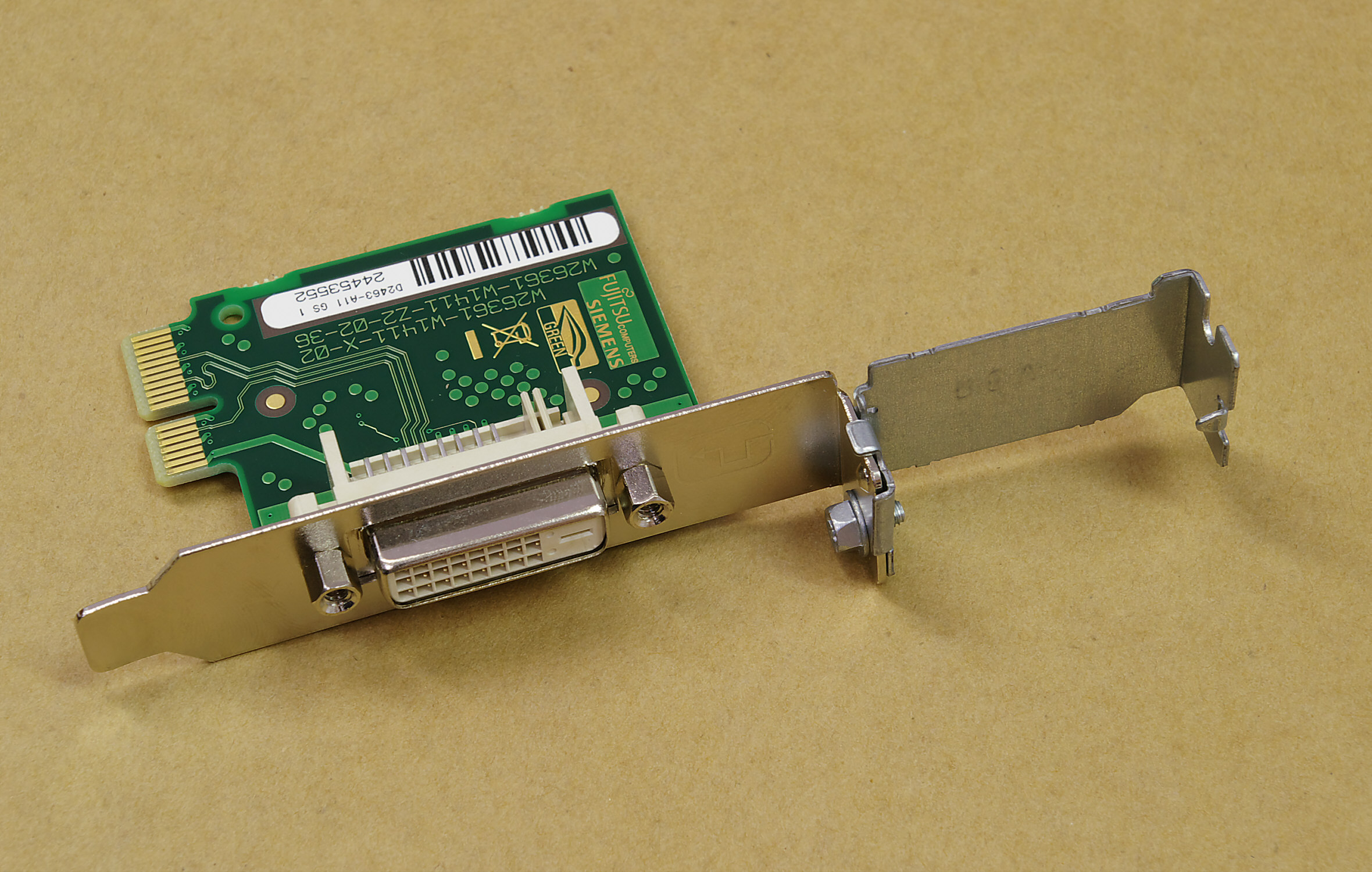
Составная планка расширения с платой-переходником PCI Express x1 — DVI-D с возможностью установки в узкопрофильные десктопные системные блоки
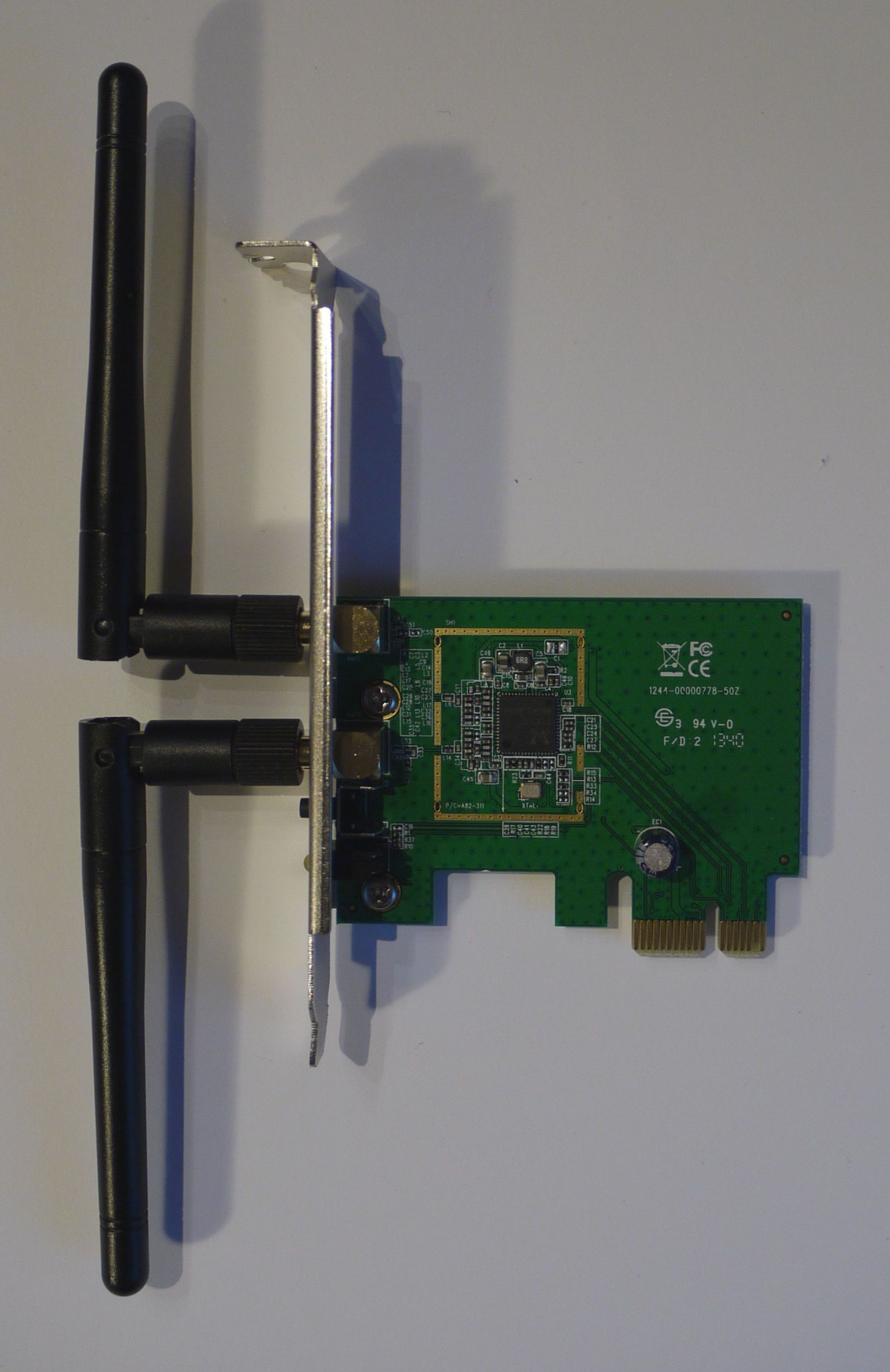
PCI Express x1 карта расширения с Wi-Fi модулем и антеннами на планке расширения
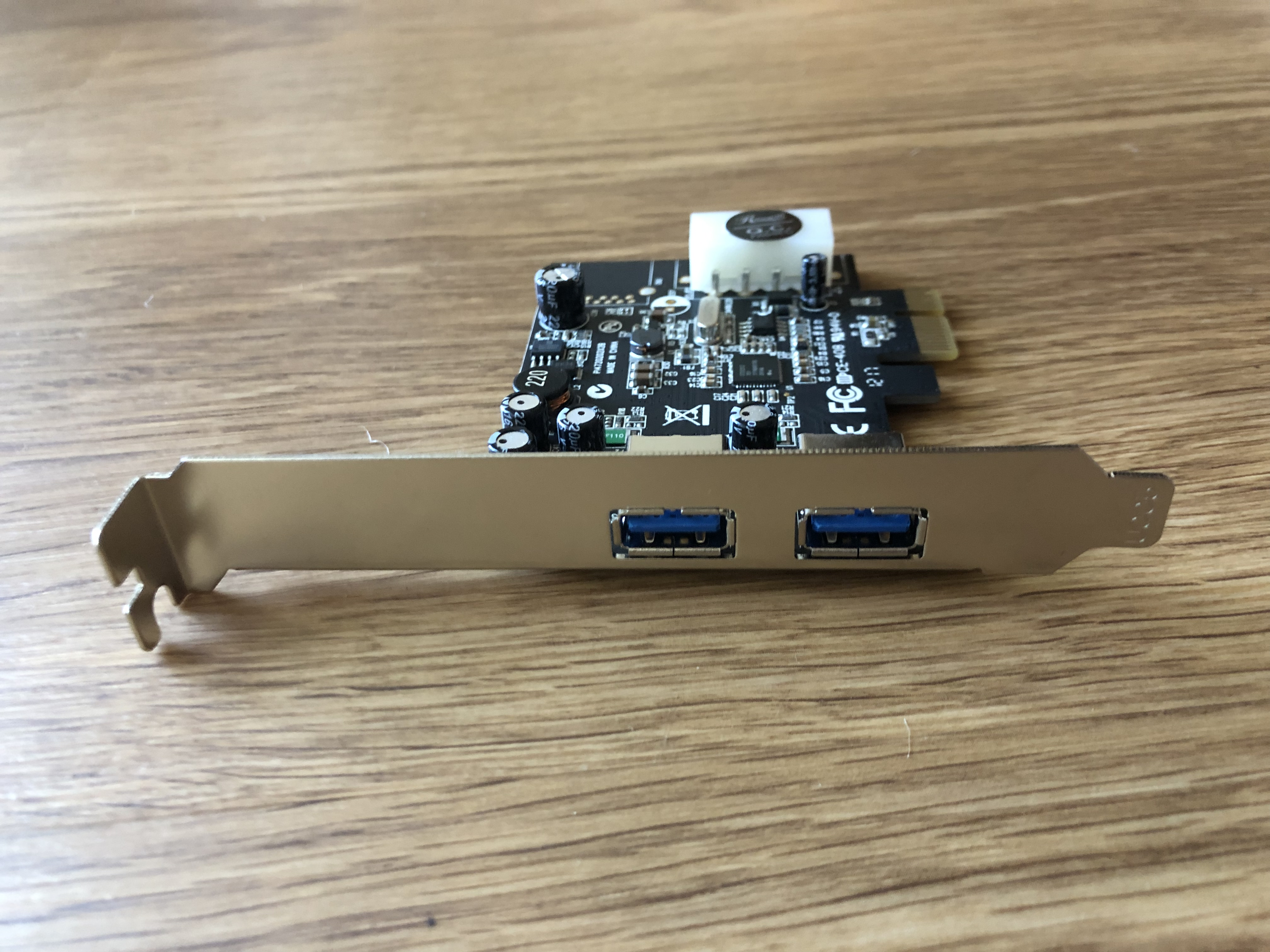
PCI Express 2.0 x1 карта с контроллером и двумя внешними разъёмами USB 3.0
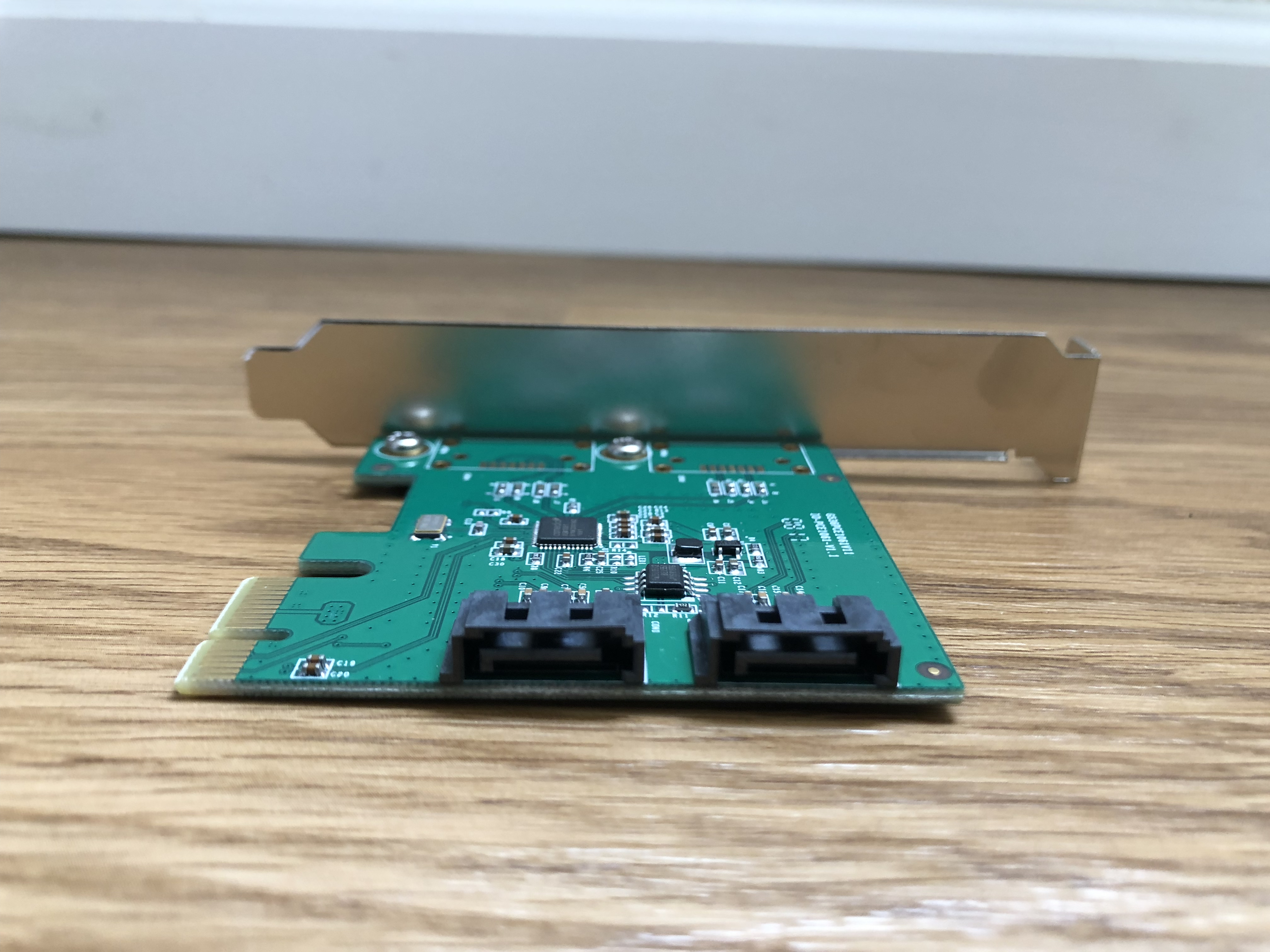
PCI Express 2.0 x1 карта с контроллером и двумя внутренними разъёмами SATA III

## Примеры
К платам расширения относятся:

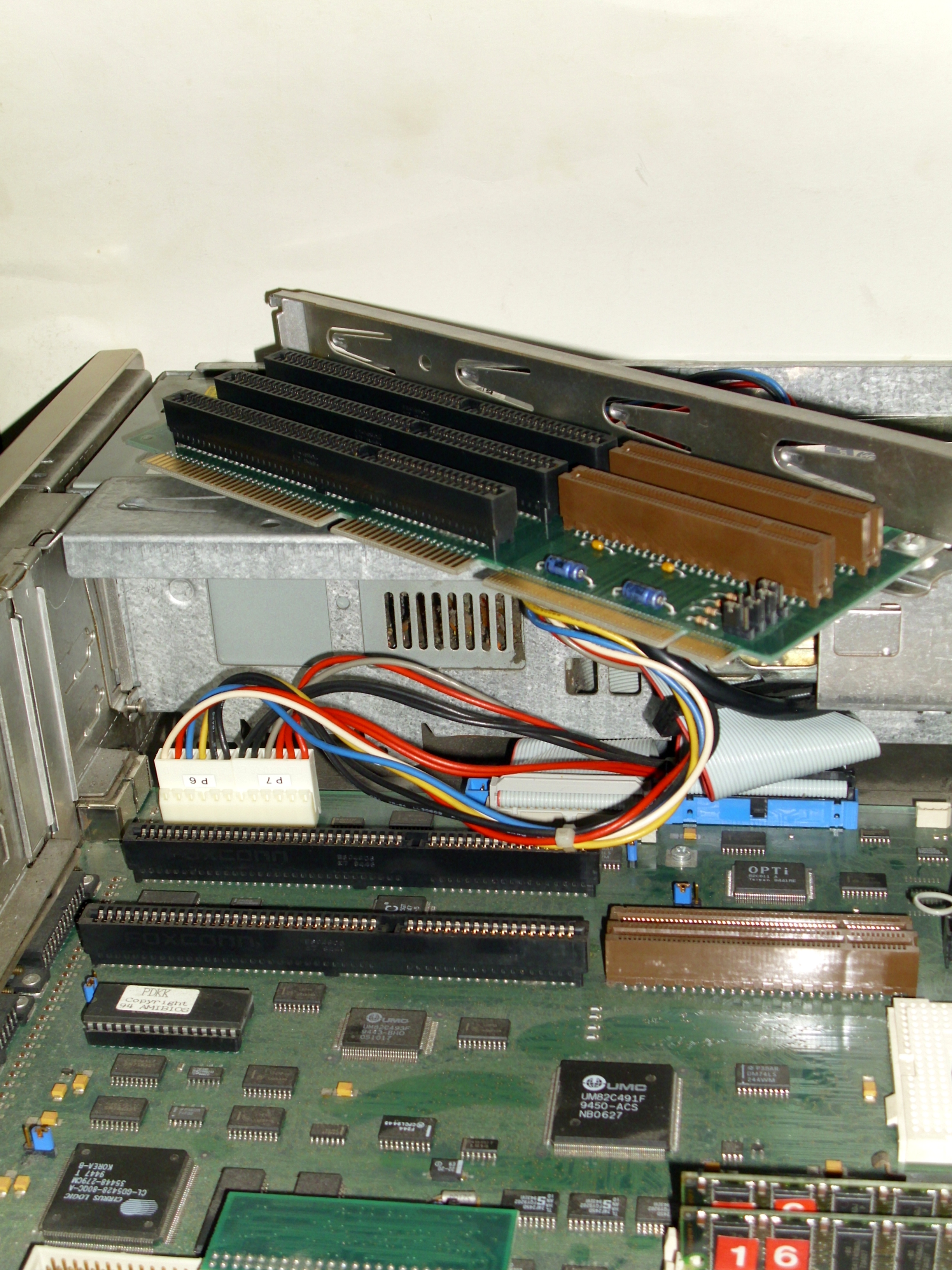
«Ёлочка» (сверху) — переходник, а не плата расширения

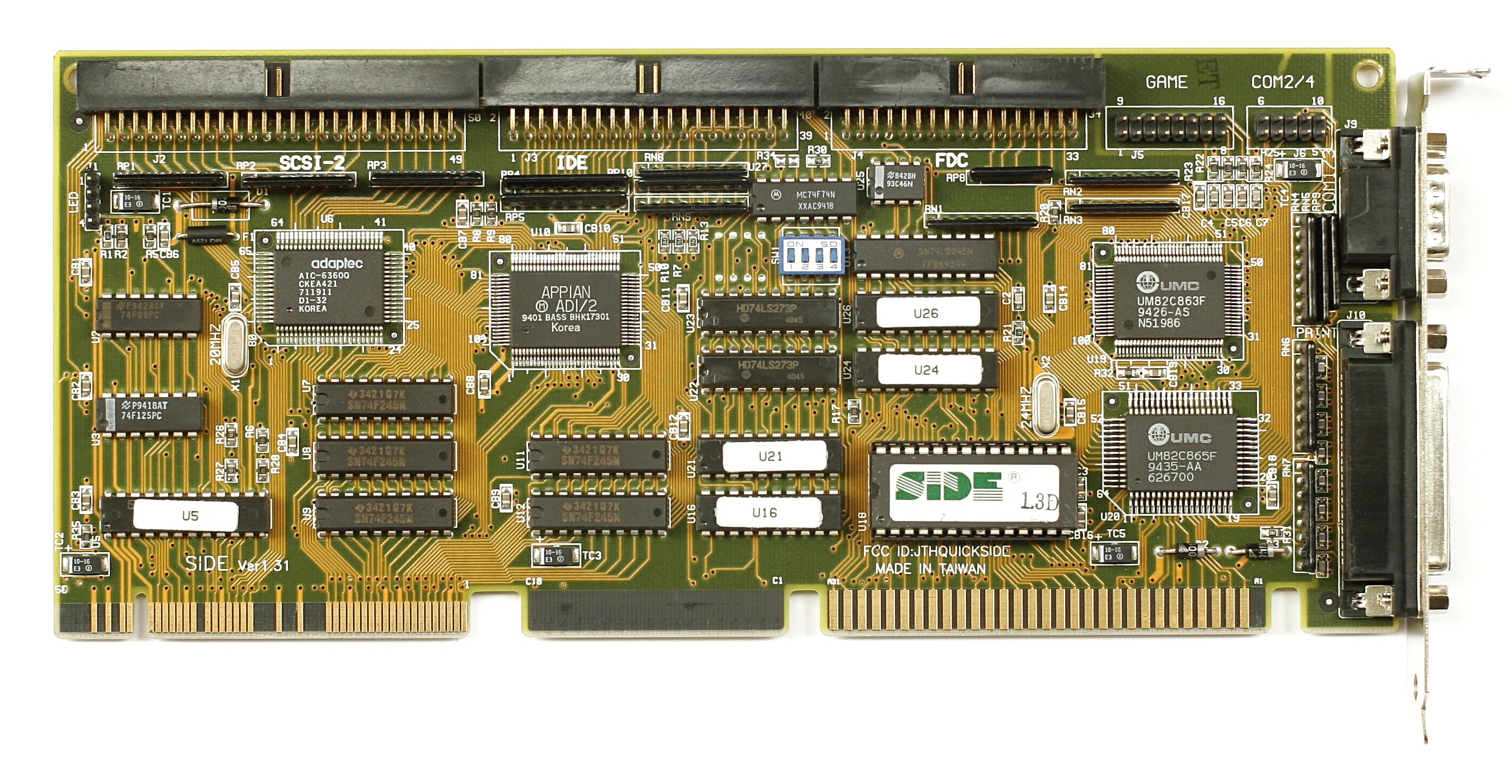
Мультикарта 1990-х годов для слота VLB c интерфейсами SCSI-2, ATA, FDC

- видеокарта — преобразует изображение, находящееся в памяти компьютера в видеосигнал для вывода на монитор. Современные видеокарты не ограничиваются простым выводом изображений. Они имеют графический процессор, который может производить дополнительную обработку, разгружая ЦПУ.
- звуковая карта — производит преобразование звука из аналоговой формы в цифровую при записи, и из цифровой формы в аналоговую при воспроизведении. В настоящее время зачастую интегрирована в материнскую плату. Главная возможность звуковой карты — воспроизведение звука, например аудио- и видеофайлов, хранящихся на компьютере. Звуковая карта содержит в себе АЦП, ЦАП и цифровой сигнальный процессор, который производит вычисления. Профессиональные звуковые платы позволяют производить сложную обработку звука, имеют собственное ПЗУ.
- сетевая карта — позволяет ПК взаимодействовать с другими устройствами сети (в настоящее время интегрированы на материнской плате). Сетевой адаптер вместе со своим драйвером выполняет две функции: приём и передача кадра. Обычно в клиентских ПК значительная часть работы перекладывается на драйвер, что позволяет удешевить адаптер, но загружает ЦПУ. Адаптеры, предназначенные для серверов, обычно оснащены собственными процессорами, которые выполняют большую часть работы по передаче кадров из оперативной памяти в сеть и обратно. В общем виде цепочка передачи кадров: оперативная память — адаптер — физический канал — адаптер — оперативная память.

Кроме того, в виде платы расширения может быть выполнен ТВ-тюнер, модем, плата видеозахвата, адаптер беспроводной (Wi-Fi) сети, контроллеры различных портов (COM, LPT, SATA, USB), диагностическая POST-карта.
Как правило, платой расширения не считается:
- плата (мульти)контроллера,[источник не указан 3946 дней]
- плата форм-фактора компактного корпуса (ITX, CFX (Сompact Form Factor), LPX (Low Profile Form Factor), SFX (Small Form Factor), TFX (Thin Form Factor), FlexATX, Mini PCI), механически увеличивающая количество разъёмов (т. н. «riser» или «ёлочка»).